# Rolf Röpke (Hörfunkmoderator)
Rolf Röpke (eigentlich: Wilfried Fürchtegott Röpke, * 11. März 1941) ist ein deutscher Hörfunkmoderator, der überwiegend bei Radio Luxemburg und dem Westdeutschen Rundfunk wirkte.

## Leben
Rolf Röpke verbrachte seine Jugend in Hameln. Danach absolvierte er eine journalistische Ausbildung bei der Hannoverschen Allgemeinen Zeitung und begann seine Hörfunkkarriere 1968 bei Radio Luxemburg, wo er zunächst Sportsendungen moderierte. Er berichtete live von den Olympischen Spielen in Sapporo und München. Beliebtheit erlangte er insbesondere durch die Sendung Der fröhliche Wecker, in der er durch lustige Sprüche auffiel und von der Kunstfigur Quietschi, einem Plüschaffen, begleitet wurde. Prägend wurde sein Ausspruch: „Wer ist bei allen Frauen Sieger, in jedem Fall der Rundfunktiger.“ Fortan trug er den Spitznamen Rundfunktiger und wurde zu allen Tages- und Nachtzeiten im Programm eingesetzt (Hörergrußlotterie, Luxemburger Funkkantine, Hallo Nachtarbeiter). Mit Helga Guitton moderierte er 1981 die Sendung Das Radiopaar ist da. Eine weitere populäre Nachmittagssendung war das Telefonquiz Die blaue Stunde.
Im September 1983 ging er zum Westdeutschen Rundfunk, laut der Zeitschrift Der Spiegel „wegen Unregelmäßigkeiten bei der Ausspielung eines 10.000-Mark-Preises“, kehrte jedoch am 1. Januar 1988 nach Luxemburg zurück und moderierte dort bis Ende 1990 Guten Morgen!.
1991 wechselte er erneut zum WDR und war dort bis zum Eintritt in den Ruhestand im Jahr 2007 tätig. Beliebte Sendungen, die er im WDR-Hörfunkprogramm präsentierte, sind das Wunschkonzert Was darf es sein? (1993–2006), das er von Richard Schippers übernahm, Das Samstagskonzert und Schlager Pop und Co. (beides bis August 2004). Gelegentlich arbeitete Röpke auch als Moderator für weitere öffentlich-rechtliche Rundfunkanstalten in Deutschland, den Hessischen Rundfunk, den Saarländischen Rundfunk und die Deutsche Welle.
Die letzte Live-Sendung von Was darf es sein? auf WDR4 moderierte Röpke am 24. Dezember 2006. Am 31. Dezember 2006 präsentierte er noch einmal in einer zuvor aufgezeichneten Schlussausgabe die am häufigsten gewünschten Musikstücke. Mit Röpkes Weggang wurde die Sendung eingestellt und durch das Telefonwunschkonzert À la carte ersetzt.
Röpke ist verheiratet und wohnt in Großlangenfeld bei Prüm in der Eifel.